# Radanhänger
Radanhänger werden nach dem von Friedrich Holste (1908–1942) erarbeiteten Speichenschema (A–H) und den von Georg Kossack (1923–2004) benannten Typen klassifiziert. Sie sind eine langlebige, im Bronzegussverfahren hergestellte Schmuckform der Hügelgräber- und Urnenfelderkultur der mittleren Bronzezeit. 
Die in Steinformen ein- oder zweischalig gegossenen Exemplare gibt es, wie die Radnadeln, in vier-, sechs-, acht- oder zwölfspeichigen Varianten, (auch als Doppelradanhänger) mit und ohne Ösen. Sie wurden vor allem in Frankreich und der nördlichen Schweiz, aber auch auf dem Balkan und der Schwäbischen Alb, in Gräbern, Depots und Siedlungen gefunden. Radanhänger wurden, soweit sich dies aus der Fundlage in den Körpergräbern erschließen lässt, an den Armen, auf der Brust und am Becken getragen. 
Das einfache, viergeteilte Symbol kommt als Radkreuz als Felsritzung (z. B. auf Bornholm) vor, oder komplexer, z. B. als Wappen.